# Унді Чісакамзонді
Унді Чісакамзонді (*1-а пол. XVII ст.) — 1-й ґава (володар) віждіства Унді (в подальшому Ньянджа або Чева) в конфедерації Мараві. Відомий також як Ґава Унді I.

## Життєпис
Походив з клану Фірі. Брат калонги Чидзонзі, який доручив йому надання землі й володінь підвладним племенам та кланам. За це отримав прізвисько «Ґава» , тобто «частка». В подальшому воно стало його титулом.
Після смерті брата близько 1600 року претендував на трон Мараві, але обрано було новим калонгою його небіжа Музуру. Не змирившись з цим рушив на південь, де зайняв область річки Капоче, притоку Замбезі. Тут утворив власне вождіство зі столицею в Маано (південніше Тете). 
Він поширив владу на області Катете і Чадізи, підкорив племена мканду і чулу. Зрештою його владі підкорився Лундазі, що утворив вождівство найзахідніше (в сучасній південній Замбії), де утоврився народ нсенга. Останньою військовою кампанією стало підкорення племен тумбука. Вперше як держава Унді португальцями згадується в 1613 році. Було встановлено торгівельні відносини з вождіствами яо північніше, через яких почалася прибуткова торгівля слоновою кісткою.
Продовжив політику поширену ще першими калонга, наділяючи володіннями своїм провідних військовиків та родичів, тим самим формуючи мережу васальних вождіств. Його вага верховного вождя була більш міцною ніж в калонга.  Розуміючи важливість сакральної сили, щоб стати повністю незалежним від калонга, Унді оголосив центральною святинею божество дощу, берегенею якої призначив свою сестру Макуан (в подальшому ім'я стало релігійним титулом). Самого Унді визнано напівбогом. 
Йому спадкував Ґава Унді II.